# Albert Coppé
Albert Coppé (Brujas, Bélgica, 26 de noviembre de 1911-Tervuren, Bélgica, 30 de marzo de 1999) fue un político y profesor universitario belga que fue miembro de la Comisión Europea entre 1967 y 1973.

## Biografía
Nació el 26 de noviembre de 1911 en la ciudad de Brujas, población situada en la provincia de Flandes Occidental. Estudió economía en la Universidad Católica de Lovaina, donde se graduó en 1940 y donde ejerció como profesor entre 1941 y 1942. Tras estudiar economía en la Universidad Católica de Lovaina, se graduó en 1940. Fue profesor entre 1941 y 1982.
Fue Vicepresidente de una Alta Autoridad provisional en la Comunidad Europea del Carbón y del Acero en 1952-1967.
Falleció en 1999 en su residencia de Terveuren.
Los documentos privados de Albert Coppé, así como diversas entrevistas (INT550,INT613 y INT028) se encuentran en el Archivo Histórico de la Unión Europea en Florencia. 